# Amys Orgasmus
Amys Orgasmus (Originaltitel: Amy’s Orgasm) ist eine US-amerikanische Filmkomödie aus dem Jahr 2001. Regie führte Julie Davis, die auch das Drehbuch schrieb, die Hauptrolle spielte, den Film mitproduzierte und als Filmeditorin tätig war.

## Handlung
Die 29-jährige Amy Mandell ist Autorin des Buches Warum Liebe nicht funktioniert (Why Love Doesn’t Work) über Beziehungsfragen aus der Sicht der Frauen. Sie landet mit diesem Buch einen Bestseller und wird damit zu einer gefragten Expertin in Beziehungsfragen. Amy selbst hat jedoch seit Jahren keinen Sex mehr gehabt, weswegen sie von ihren Freunden zahlreiche Ratschläge bekommt. Sie lernt den Radiomoderator Matthew Starr kennen, als sie in seiner Sendung auftritt. Starr, der es meistens mit einfältigen Models zu tun hat, ist von der intelligenten, schlagfertigen und attraktiven Amy fasziniert. Er bemüht sich sehr um sie, bis sie sich mit ihm verabredet. Matthew ist 37 und hat die ständigen Liebesaffären satt. Er sucht eine feste Freundin und beginnt mit Amy eine Beziehung. Über diese Beziehung lernt Amy, die Liebe neu zu denken. Allerdings verkompliziert sie die Beziehung unnötigerweise und verlässt Matthew wieder. Bei einer Preisverleihung für die Frau des Millenniums wagt sie in ihrer Rede einen öffentlichen Neuanfang: „Liebe funktioniert doch“. Elf Jahre später erscheint Matthew bei einer Autogrammstunde Amys und gesteht ihr seine Liebe. Beide küssen sich leidenschaftlich.

## Kritiken
Michael Atkinson schrieb in der Zeitschrift The Village Voice vom 20. August 2002, Julie Davis habe Energie, aber der Film sei vorhersehbar und ohne Pointe. Die Komödie sei ein Aufguss der Filme von Woody Allen und Nora Ephron.
Kevin Thomas schrieb in der Los Angeles Times vom 29. August 2002, der Film zeige seine Hauptcharaktere mit Ehrlichkeit, Einblick und Humor.
Die Prisma-Redaktion bescheinigte der „romantischen Komödie“ „funkelnden Wortwitz“. Julie Davis agiere selbstironisch.
Das Lexikon des internationalen Films sieht zwar „gelungene Ansätze“, meint aber, dass „die Regisseurin/Autorin/Hauptdarstellerin letztlich überfordert“ wirke.

## Auszeichnungen
Julie Davis erhielt im Jahr 2001 den Publikumspreis des Santa Barbara International Film Festivals.

## Hintergründe
Der Film wurde in Glendale (Kalifornien) und in Los Angeles gedreht. Seine Produktionskosten betrugen schätzungsweise 500 Tsd. US-Dollar. Die Weltpremiere fand am 8. März 2001 auf dem Santa Barbara Film Festival statt, dem am 10. Mai 2003 das Toronto Jewish Film Festival folgte. Am 23. August 2002 kam der Film in die ausgewählten Kinos der USA, in denen er ca. 514 Tsd. US-Dollar einspielte.